# Juan de los Santos Amores
Eduardo María Díaz Blasco (Buenos Aires, 12 de enero de 1915 - 13 de noviembre de 1995), más conocido como Juan de los Santos Amores, fue un
músico, cantante y bailarín folclórico, actor y locutor de radio argentino. Es conocido por su dedicación a la recopilación y enseñanza de las danzas folklóricas argentinas, y la creación de su Instituto de Arte Folklórico (I.D.A.F.), institución con más de 60 años en su funcionamiento y que cuenta actualmente con más de 3000 escuelas en todo el país, desde La Quiaca hasta Ushuaia, quizá su obra más grande y la que más ayudó en su carrera a la difusión del folklore argentino.

## Biografía
Nació en Buenos Aires el 12 de enero de 1915. Comenzó trabajando en los circos a temprana edad, en donde trabajaba con sus conjunto de música y danzas en la primera parte y como actor teatral en la segunda. Realizó varias películas en las que se desempeñó como actor, bailarín además de realizador de los cuadros folklóricos y tango en películas como Los troperos, el cortometraje Pepino no sabe jugar y en teatro circense participó en Juan Moreira. Realizaba personalmente las escenas de a caballo, hasta las más arriesgadas, sin necesidad de dobles. Hacia 1946 realizó un viaje de 750 kilómetros durmiendo en su apero, y repitió la travesía en 1948.
Debutó en la radio cuando tenía 15 años en LS4 Radio Porteña y dos años después era locutor en LS7 Radio Patria, continuando luego en los medios radiales difundiendo la obra folklórica propia y de otros artistas. Se recuerda en especial el programa dedicado al folklore Rasgueos en la noche, que desde 1943 producía, dirigía y animaba por LR6 Radio Mitre , que recibió la visita de relevantes exponentes del género tales como Maximiliano Soporsky Andrés Chazarreta, Patrocinio Díaz, Horacio Petorosi, Rogelio Araya, Atahualpa Yupanqui, Manuel Acosta Villafañe y Julio Argentino Jerez.
Con su conjunto de arte nativo de música y danzas, actuó en diversos escenarios junto a artistas como Santiago Ayala El Chúcaro y la Dolores o la familia Berón. Hacia 1949 gestiona su nombre artístico con el cual se lo conoce desde entonces.
Entre su extensa discografía se encuentran En la peña de Santos amores, 66 danzas, 77 Danzas Argentinas, 14 Danzas de proyección, El Gaucho Rivero, Héroe de Malvinas, Cencerros Gauchos, Bombo legüero, Recuerdos de la Patria Nueva, Reflejos Argentinos, Danzas es creer, ¿Qué es la Patria?, Mi tierra y tu Cielo, Rumor de Pampa, El Norte canta y baila, Buñuelo y Nacional Argentina, Desde los Andes al Paraná, Romance de Zamba, Antiguas Danzas Argentinas, etc.
En 1982 escribió con Horacio Toscano el Método Integral de Teoría, Solfeo y Guitarra Argentina y el Curso práctico de Bombo autóctono a los que se sumaron diversos folletos educativos sobre origen, historia y coreografías de danzas populares argentinas.
Tuvo relación directa con el gran bailarín de folklore Ramón Espeche y fue discípulo de Andrés Chazarreta, Domingo Lombardi y del pionero de los estudios musicológicos del país Carlos Vega.
En el aspecto docente tuvo muchísima relevancia su actuación, fue profesor de las Universidades Populares Argentinas, del Club Hípico Argentino, Escuela N.º 5 del Consejo Escolar 12, Club Nativo la Salamanca, Círculo Santiagueño, Club Social y Cultural Flor de Ceibo (a las que se llamó por primera vez Peñas gauchas), Escuela Modelo de Castelar, Escuela José Hernández, N8 del C.E. 15, ASociación Cristiana de jóvenes, Centro Argentino Tradicionalista Yapeyú, Círculo de Aeronáutica, Institución Tradicionalista El Ceibo, hasta el año 1953 en el que renunció a todas para crear el I.D.A.F. (Instituto de Arte Folklórico), que aun hoy se mantiene en vigencia y cuya dirección actual la ejerce su esposa María del Carmen Pini de Santos AMores.
Ha presidido 17 Congresos Nacionales de Folklore, y en 1962 dio una conferencia en SADAIC titulada "Por qué la Zamba debe ser Nuestra Danza Nacional". Desde entonces ha difundido esta inquietud en todo el país, esperando hasta su muerte, sin ver cumplido su sueño que algún político le de fuerza de ley a su propuesta. En los últimos años de su vida creó el festejo del 25 de mayo en la calle Corrientes con miles de bailarines (que luego se difundieron por todo el país), que representan decenas de danzas folklóricas.
Falleció el 13 de noviembre de 1995.